# Bruno Mendes
Bruno Mendes (nacido el 2 de agosto de 1994) es un futbolista brasileño que juega como delantero en el Vila Nova del Campeonato Brasileño de Serie B

## Trayectoria

### Clubes
| Club                            | País     | Año         |
| ------------------------------- | -------- | ----------- |
| Guarani                         | Brasil   | 2012        |
| Macaé                           | Brasil   | 2012 - 2013 |
| Botafogo (cedido)               | Brasil   | 2012 - 2013 |
| Deportivo Maldonado             | Uruguay  | 2014 -      |
| Atlético Paranaense (cedido)    | Brasil   | 2014        |
| Avaí (cedido)                   | Brasil   | 2014 - 2015 |
| Vitória de Guimarães B (cedido) | Portugal | 2015 - 2017 |
| Guarani (cedido)                | Brasil   | 2017 - 2018 |
| Cerezo Osaka (cedido)           | Japón    | 2019 - 2020 |
| Avispa Fukuoka (cedido)         | Japón    | 2021        |
| Cerezo Osaka (cedido)           | Japón    | 2022        |
| Guarani (cedido)                | Brasil   | 2023 - 2024 |
| Vila Nova (cedido)              | Brasil   | 2025 -      |